# 中国科技馆发展基金会
中国科技馆发展基金会是中华人民共和国全国性公募基金会，是中国科学技术协会主管的社会团体，前身是1988年成立的中国科学技术发展基金会。